# Preferente Autonómica de Galiza
A Preferente Autonómica de Galiza constitui a quinta divisão da liga espanhola na comunidade autónoma da Galiza. Esse campeonato consiste em dois grupos de 20 equipes cada. O campeão e o vice de cada grupo sobe para a Tercera División (quarta divisão espanhola), 

## Equipes participantes em 2019–20

### Grupo Norte (províncias deCorunhaeLugo)
| Equipe                     | Cidade            | Estádio                       |
| -------------------------- | ----------------- | ----------------------------- |
| Atlético Arteixo           | Arteixo           | Municipal de Arteixo          |
| Atlético Coruña Montañeros | A Coruña          | Elviña Grande                 |
| Boimorto CF                | Boimorto          | Estádio O Carballal           |
| Boiro                      | Boiro             | Estádio A Barrana             |
| Deportivo Foz              | Foz               | Martínez Otero                |
| Dubra                      | Val do Dubra      | Municipal Juan Baleato        |
| Fisterra                   | Finisterra        | Ara Solis                     |
| Galicia Mugardos           | Mugardos          | Estádio A Pedreira            |
| Laracha CF                 | Laracha           | Municipal de Laracha          |
| Lemos                      | Monforte de Lemos | Campo Municipal de A Pinguela |
| Noia                       | Noia              | San Lázaro de Noia            |
| Puebla                     | Negreira          | Estádio A Alta                |
| Residencia                 | Lugo              | Estádio A Cheda               |
| Ribadeo                    | Ribadeu           | Pepe Barrera                  |
| San Tirso                  | Abegondo          | Estádio O Monte               |
| Sarriana                   | Sarria            | Municipal de Ribela           |
| Sigüeiro                   | Oroso             | Lino Balado                   |
| Sofán                      | Carballo          | O Carral                      |
| Viveiro CF                 | Viveiro           | A Cantarrana                  |
| Xallas                     | Santa Comba       | A Fontenla                    |

### Grupo Sul (províncias deOurenseePontevedra)
| Equipe               | Cidade                | Estádio                     |
| -------------------- | --------------------- | --------------------------- |
| Atios                | O Porriño             | O Carballo                  |
| Atlético Arnoia      | Arnoia                | A Queixeira                 |
| Barbadás             | Barbadás              | Municipal Os Carrís         |
| Beluso               | Beluso                | As Laxes                    |
| Céltiga              | Ilha de Arousa        | Salvador Otero              |
| Cultural Areas       | Ponteareas            | A Lomba                     |
| Deportivo Ribadumia  | Ribadumia             | Novo A Senra                |
| Deportivo Moaña      | Moaña                 | Campo de Fútbol O Casal     |
| Deportivo Velle      | Velle                 | Campo da Aira               |
| Gran Peña            | Vigo                  | Campo Municipal de Barreiro |
| Juventud Cambados    | Cambados              | Campo Municipal de Burgáns  |
| Juvenil Ponteareas   | Ponteareas            | Municipal de Pardellas      |
| Mondariz FC          | Mondariz              | A Lagoa                     |
| Polígono San Ciprián | São Cibrão das Vinhas | Antonio Gonzalez Blanco     |
| Pontevedra B         | Pontevedra            | A Xunqueira I               |
| Porriño Industrial   | O Porriño             | O Lourambal 2               |
| Portonovo SD         | Portonovo             | Baltar                      |
| Valladares           | Pontevedra            | Campo de Fútbol O Carrasco  |
| Villalonga           | Sanxenxo              | San Pedro                   |
| Xuventú              | Sanxenxo              | O Revel                     |